# Massacre des Innocents
Pour les articles homonymes, voir Les Innocents.
Le massacre des Innocents est un épisode relaté dans l'Évangile selon Matthieu en même temps que la fuite en Égypte : le meurtre de tous les enfants de moins de deux ans dans la région de Bethléem. Selon le récit évangélique, ce massacre a été commis sur l'ordre d'Hérode, craignant l'avènement d'un roi des Juifs annoncé par ses propres devins, ou mages, dans  la période même de la naissance de Jésus. L'ensemble des Églises les honore comme martyrs au cours du jour des Saints Innocents ; cet événement est fêté le 28 décembre en Occident et en Orient catholique, et le 29 décembre en Orient orthodoxe.
L'historicité de ce récit est remise en cause. D'après certains auteurs, il serait calqué sur un passage de l'Ancien Testament où Pharaon ordonne la mort de tous les nouveau-nés israélites mâles, avant que Moïse ne survienne pour le salut du peuple (cf. Ex 1, 16-22). Parmi les historiens qui contestent l'historicité de ce massacre, on retrouve Géza Vermes et E. P. Sanders,. Mais d'autres historiens, dont Paul Veyne, s'appuient sur le témoignage de Macrobe pour estimer que cet épisode a une base historique, bien qu'il ne se rapporte pas explicitement à la naissance du Christ. Daniel J. Harrington déclare que l'historicité de l'événement est « une question ouverte qui probablement ne [pourra] jamais être définitivement close ».

## Sources bibliques

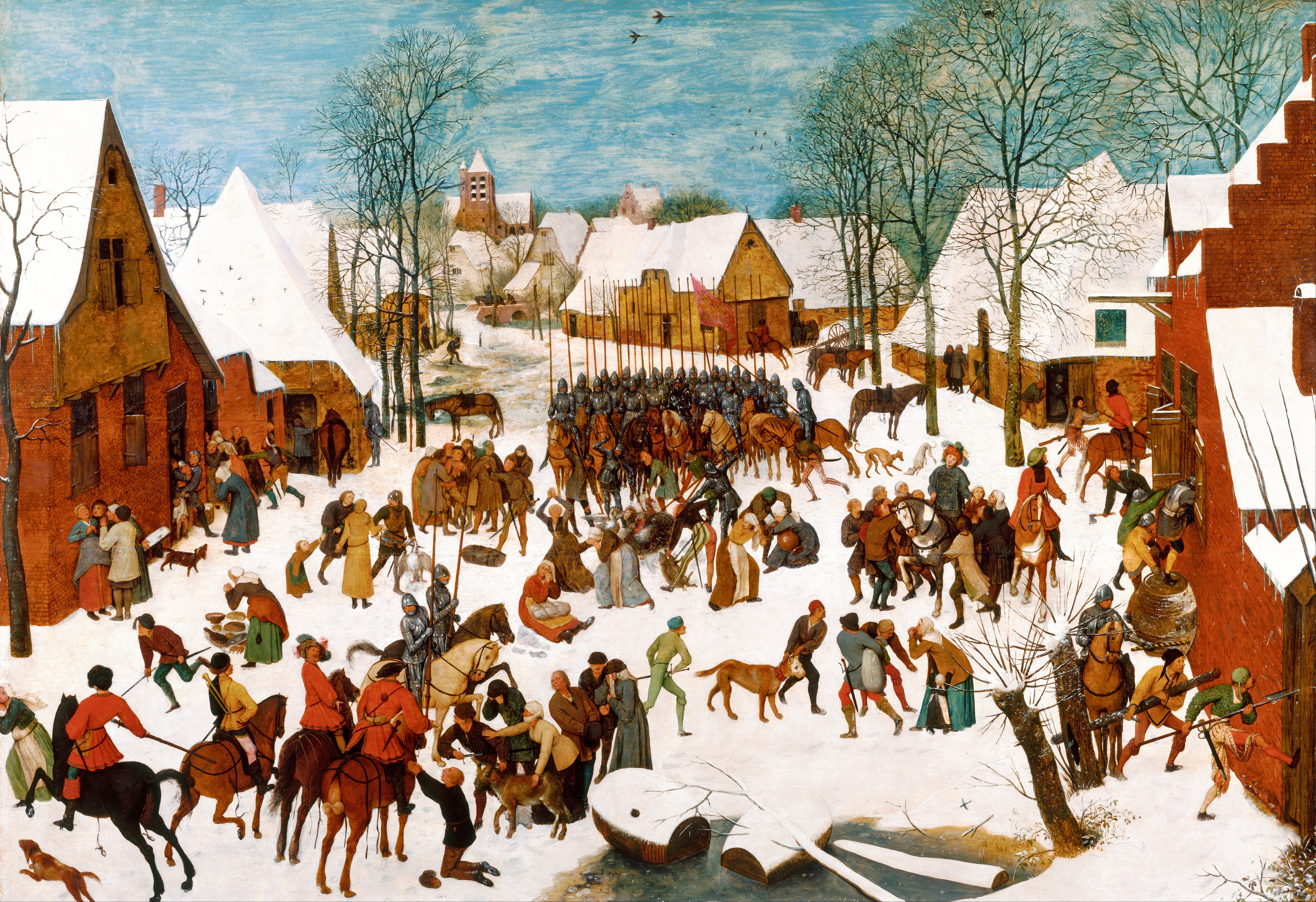
Le Massacre des Innocents par Pieter Brueghel l'Ancien (v. 1565).

L'Évangile selon Matthieu (2:16-18) relate l'épisode : 

« Alors Hérode, voyant qu'il avait été joué par les mages, se mit dans une grande colère, et il envoya tuer tous les enfants de deux ans et au-dessous qui étaient à Bethléem et dans tout son territoire, selon la date dont il s'était soigneusement enquis auprès des mages. Alors s'accomplit ce qui avait été annoncé par le prophète Jérémie : 'Ainsi parle l'Éternel : On entend des cris à Rama, des lamentations, des larmes amères ; Rachel pleure ses enfants ; elle refuse d'être consolée sur ses enfants, car ils ne sont plus. »

Cette péricope est absente des autres Évangiles canoniques et du reste du Nouveau Testament. En termes exégétiques, elle appartient au Sondergut de Matthieu.

## Autres sources
Cet épisode ne se trouve pas non plus dans les premiers apocryphes.
Dans la version slavonne de la Guerre des Juifs de Flavius Josèphe, figure, sans allusion à Jésus, le récit de la visite des Rois mages à Hérode, aussitôt suivie du massacre d'enfants.
L'historien païen Macrobe (c. 395-436) parle d'un massacre d'enfants par Hérode, précisément en Syrie, du nom de la province de Syrie-Palestine qui est accordée, à partir de 135, au territoire où le roi Hérode avait son royaume: « Quand l'empereur Auguste apprit que parmi les enfants de Syrie de moins de deux ans qu'Hérode Roi des Juifs avait fait tuer, se trouvait son propre fils, il dit qu'il valait mieux être le cochon d'Hérode que son fils ».

## Historicité

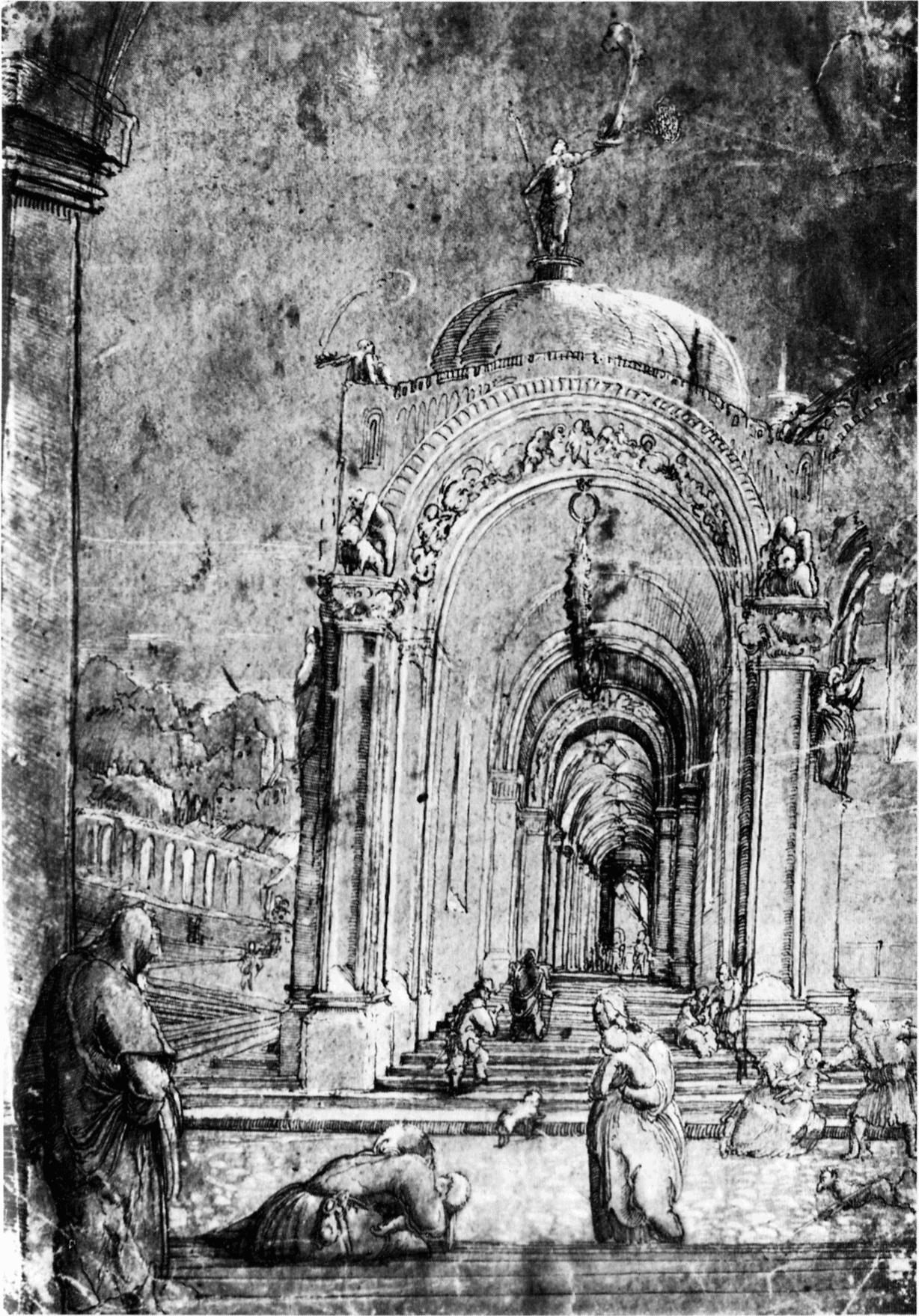
Le Massacre des Innocents par Albrecht Altdorfer (v. 1513), musée Boijmans Van Beuningen, Rotterdam.

La majorité des biographes d'Hérode le Grand et des exégètes du Nouveau Testament mettent en doute la réalité historique de cet épisode,.
Comme Bethléem était peu peuplée, l’estimation du nombre de garçons en bas âge tués à Bethléem et ses environs serait entre six et vingt selon les chiffres rapportés par la Catholic Encyclopedia et l'exégèse historico-critique,. C'est pourquoi les Églises n'insistent plus sur les chiffres, la signification de cet épisode ayant avant tout une portée spirituelle.
David Hill estime que l'épisode ne contient rien d'historiquement impossible mais observe que la principale préoccupation de l'évangéliste Matthieu est le thème de l'accomplissement de l'Ancien Testament. Stephen L. Harris et Raymond Edward Brown soulignent également que l'objectif de l'évangéliste est de présenter Jésus comme étant véritablement le Christ, et le massacre des Innocents comme l'accomplissement des prophéties du Livre d'Osée (en référence à l'Exode) et de Jérémie (en référence à l'exil à Babylone),.
Pour André Gounelle, le récit de Matthieu de l'enfance de Jésus est, spirituellement parlant, parallèle à celui de la naissance de Moïse dans l'Ancien Testament ; cependant, il estime qu'il ne faut pas « accuser les évangélistes de fraude ou de malhonnêteté, car ils utilisent des procédés d'écriture et de composition courants à leur époque et largement admis. » et peuvent donc avoir été  frappés par le parallèle entre deux persécutions exercées par le pouvoir en place. Pour Michel Remaud, cet épisode s'inscrit dans la logique des massacres déjà attribués à Hérode le Grand, assimilé à Pharaon dans le monde juif du Second Temple. Toujours dans le même sens, Mireille Hadas-Lebel souligne qu'Hérode, « vers la fin de l'an -29, (... avait fait) exécuter la femme qu'il chérissait, son épouse hasmonéenne, Mariamne. Dès lors, il ne fut plus le même homme : (...) les exécutions se multiplièrent, dans le peuple comme à la cour, et jusque dans la famille royale. Ainsi se constitua pour la postérité l'image d'un Hérode massacreur d'innocents ».
Selon Gilbert Picard, le récit évangélique de la naissance et de l'enfance de Jésus baigne dans un climat de conte de fées ; le massacre des enfants juifs sous Hérode n'est attesté par aucune autre source antique et pose de nombreux problèmes de chronologie, un recensement romain en Judée n'étant pas envisageable avant la mort d'Hérode et la transformation de la Judée en province romaine (6 ap. J-C); mais on trouve un récit très similaire chez l'historien romain Suétone : le Sénat romain, avisé par une prédiction qu'un futur roi de Rome devait naître dans l'année, avait envisagé l'élimination de tous les nouveau-nés ; mais les sénateurs dont la femme était alors enceinte avaient réussi à détourner l'application de cette mesure, ce qui avait permis la naissance du futur empereur Auguste.
Pour Paul Veyne, le témoignage du païen Macrobe atteste bien l'historicité d'un massacre d'enfants sous Hérode mais sans mention de Bethléem, acte jugé monstrueux par son contemporain l'empereur Auguste, « même si la légende chrétienne l'a annexé ».
Parmi les chercheurs qui soutiennent l'historicité de ce massacre, R. T. France note que « l'assassinat de quelques enfants dans un petit village » n'est pas le pire des crimes que l'on puisse imputer à Hérode. Rudolf Schnackenburg suit la même ligne. Paul L. Maier écrit que les sceptiques tendent à éviter une recherche historique approfondie et conclut que les arguments contre l'authenticité présentent « de très graves défauts ». Paul L. Maier, ainsi que Jerry Knoblet, réaffirme l'historicité de l'événement en se fondant sur le profil psychologique d'Hérode, largement documenté.
L'helléniste Édith Parmentier fait cependant remarquer que si Hérode est connu pour avoir fait exécuter trois de ses fils qu'il soupçonnait de comploter contre lui, aucun n'était un enfant en bas âge : Antipater, tué vers l'époque probable de la naissance de Jésus, avait plus de 40 ans. Macrobe n'était pas un historien mais un compilateur d'anecdotes édifiantes ou amusantes, et cet épisode est destiné à introduire une plaisanterie d'Auguste : « Quand Auguste apprit que parmi les enfants âgés de moins de deux ans qu’Hérode, roi de Judée, avait fait tuer en Syrie, son propre fils aussi avait été exécuté, il déclara qu’il valait mieux être le porc d’Hérode que son fils », qui repose sur un jeu de mots en grec entre ὗες (prononcé /húes/, « porc ») et υἷες (prononcé /huîes/, « fils »).
Le rapprochement entre l'exécution du fils d'Hérode et le massacre des petits enfants ne se retrouve dans aucune autre source et, à l'époque assez tardive où vivait Macrobe (entre le IVe et le VIe siècle), peut très bien traduire une contamination par la tradition chrétienne.

## Tradition chrétienne

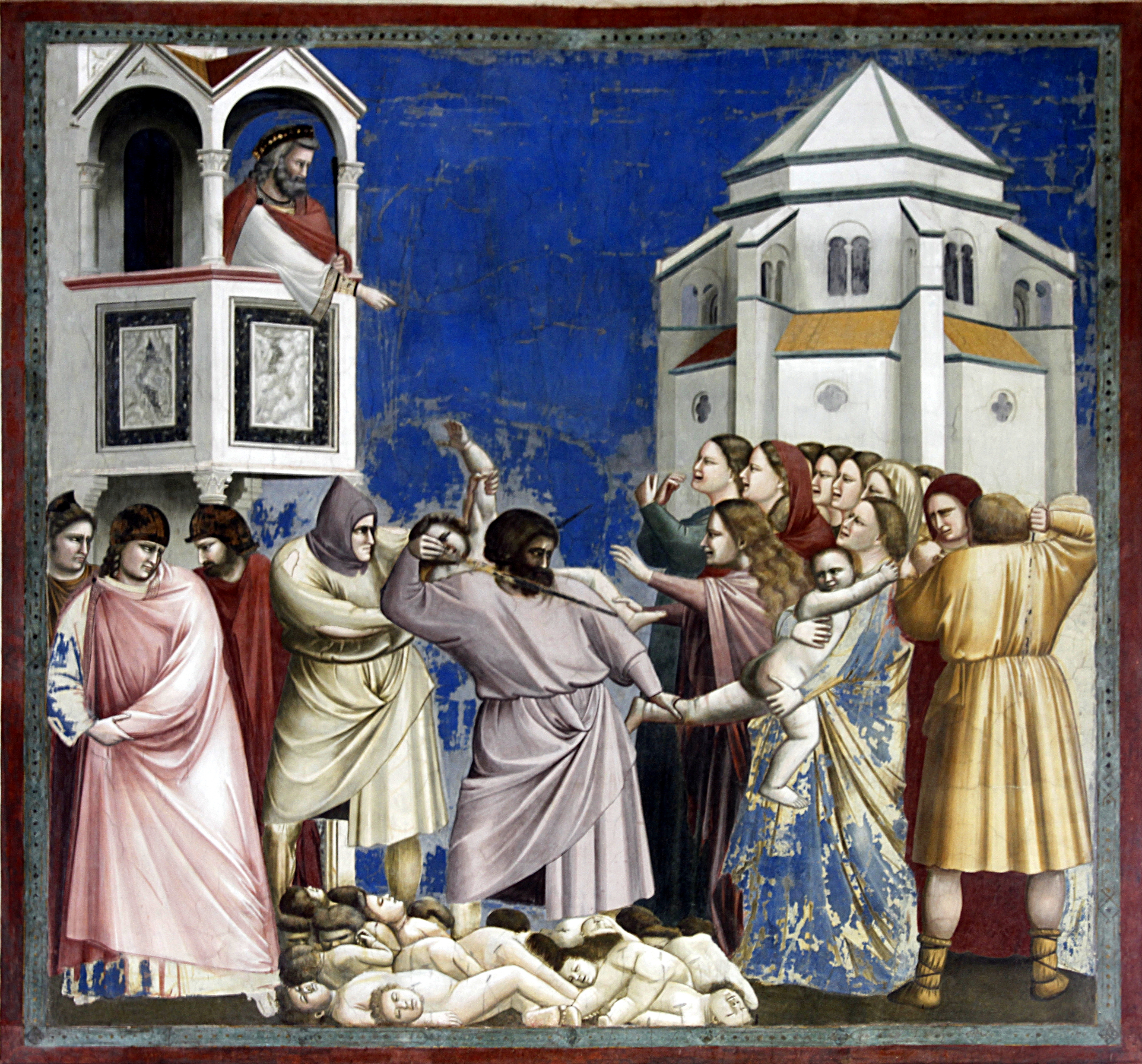
Le Massacre des Innocents, fresque de Giotto à la chapelle Scrovegni de Padoue (v. 1304-1306).

Pour le christianisme, les Innocents sont les enfants de moins de deux ans massacrés par Hérode à Bethléem. L’Église a établi la fête solennelle des Saints Innocents dès le IIe siècle. Cette célébration apparaît dans le Sacramentarium Leonianum et en 505 dans un calendrier liturgique d’Afrique du Nord.
La date diffère selon les différentes dénominations : le 27 décembre pour les Églises syriaque et chaldéenne, le 28 décembre pour les Églises catholique, luthérienne et anglicane, et le 29 décembre pour les Églises orthodoxes.

## Dans la culture
Le massacre des Innocents est un thème que de nombreux artistes, peintres et sculpteurs, ont illustré au fil des siècles, donnant lieu à des compositions parfois très complexes mettant en scène des corps entremêlés de soldats déchaînés, de mères se précipitant pour protéger leurs fils et de petits enfants déchirés à coups d'épée, au sein d'une action globale très violente.

### Arts plastiques
Plusieurs artistes de la Renaissance se sont inspirés de bas-reliefs romains représentant la bataille entre les Lapithes et les Centaures pour représenter des personnages nus, tel par exemple le Massacre des Innocents par Amico Aspertini.
Pieter Brueghel l'Ancien a peint son Massacre des Innocents entre 1565 et 1567 : on peut y voir une image de la sanglante répression de la révolte des Pays-Bas espagnols par les soldats du duc d'Albe qui marque le début de la guerre de Quatre-Vingts Ans. D'autres artistes contemporains, pour la plupart protestants, s'inspirent de ce massacre d'enfants pour illustrer la légende noire espagnole accompagnant la conquête espagnole des Amériques.
Le Massacre des Innocents de Guido Reni, peint en 1611 dans un format vertical inhabituel, se trouve à Bologne. Il a probablement inspiré Le Massacre des Innocents de Nicolas Poussin, peint en 1625 et 1629, qui a lui-même inspiré certains des personnages de Guernica de Picasso (1937),.
Plusieurs peintures de Pierre Paul Rubens illustrent ce thème. L'une d'elles, actuellement à Munich, a été gravée par Paulus Pontius en 1643, ce qui explique l'existence de reproductions dans des pays aussi lointains que le Pérou. Le Massacre des Innocents de Rubens fait partie des peintures les plus coûteuses du monde depuis qu'elle a été achetée par Kenneth Thomson pour 49,5 millions de livres sterling en 2002 lors d'une vente aux enchères organisée par Sotheby's,. Kenneth Thomson en a depuis fait donation à l'Art Gallery of Ontario de Toronto.

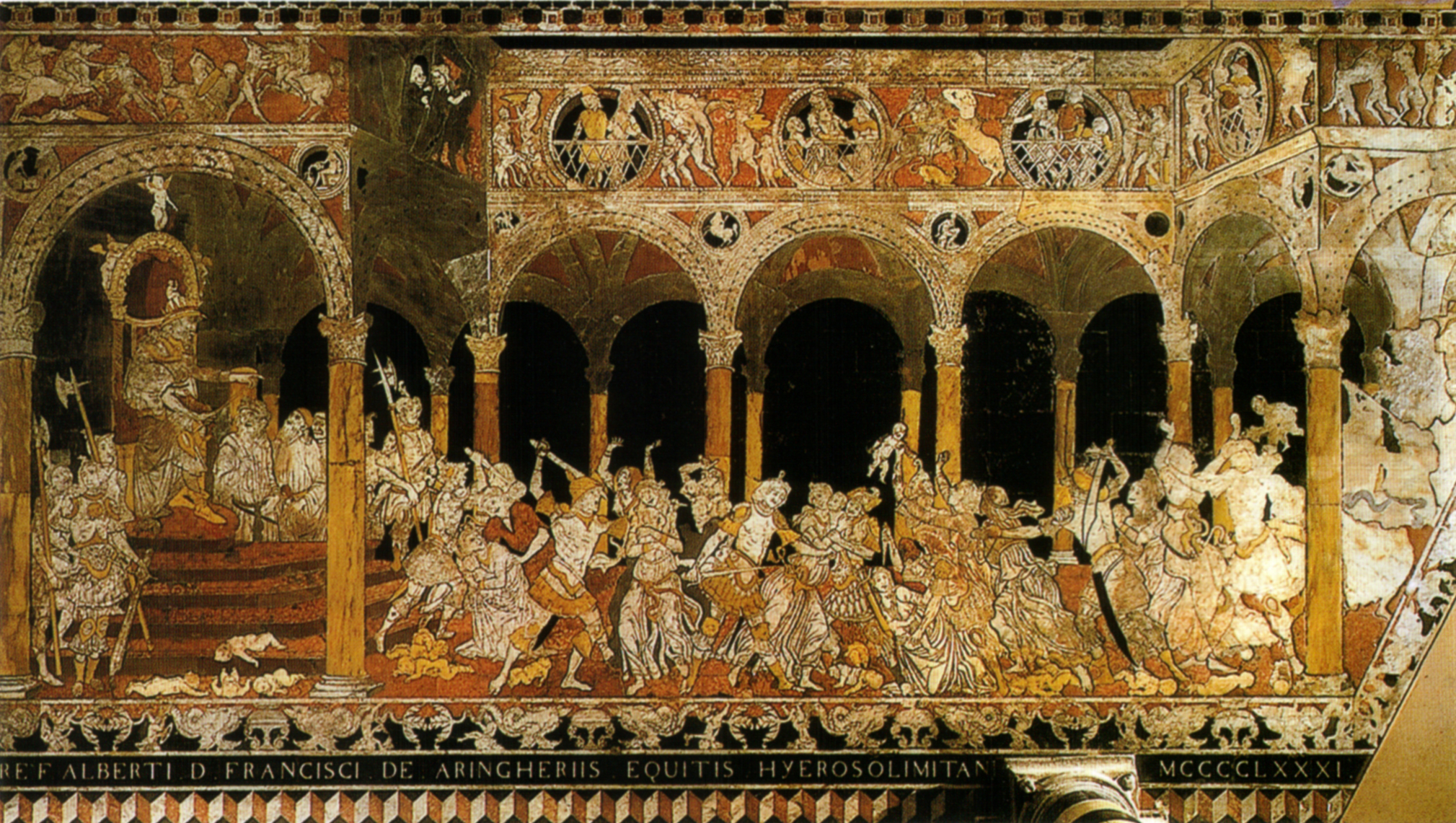
Le Massacre des Innocents de Matteo di Giovanni (v. 1480), pavement intérieur du Duomo de Sienne.
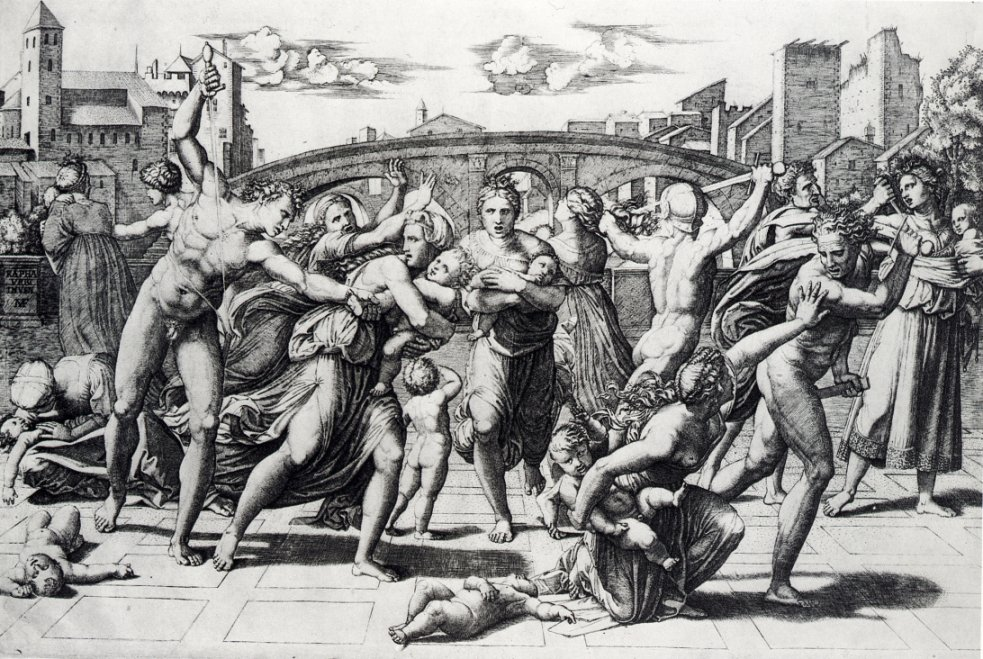
Le Massacre des Innocents, gravure de Marcantonio Raimondi (d'après Raphaël) (v. 1509).
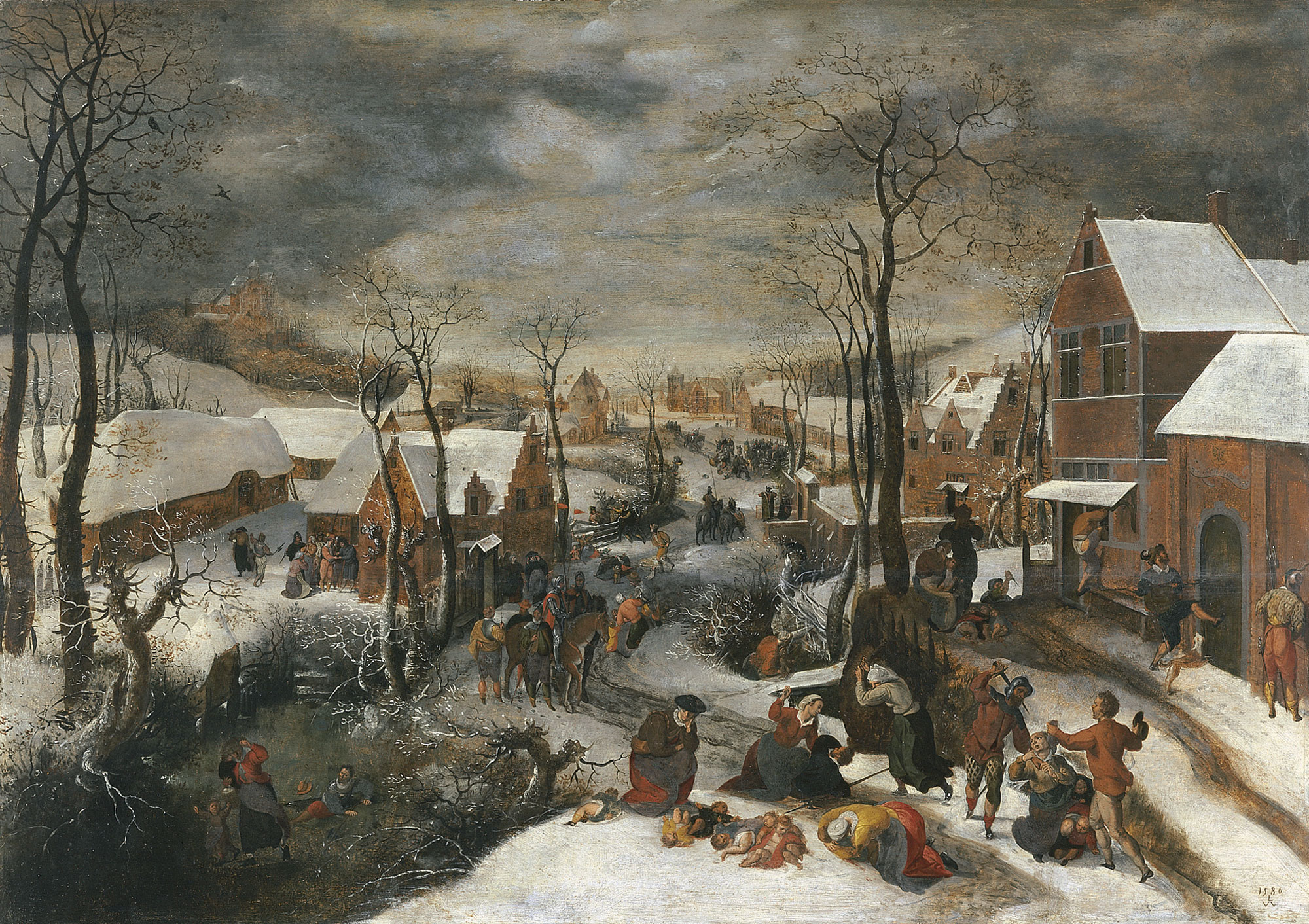
Le Massacre des innocents de Lucas van Valckenborch (1586), Musée Thyssen-Bornemisza.
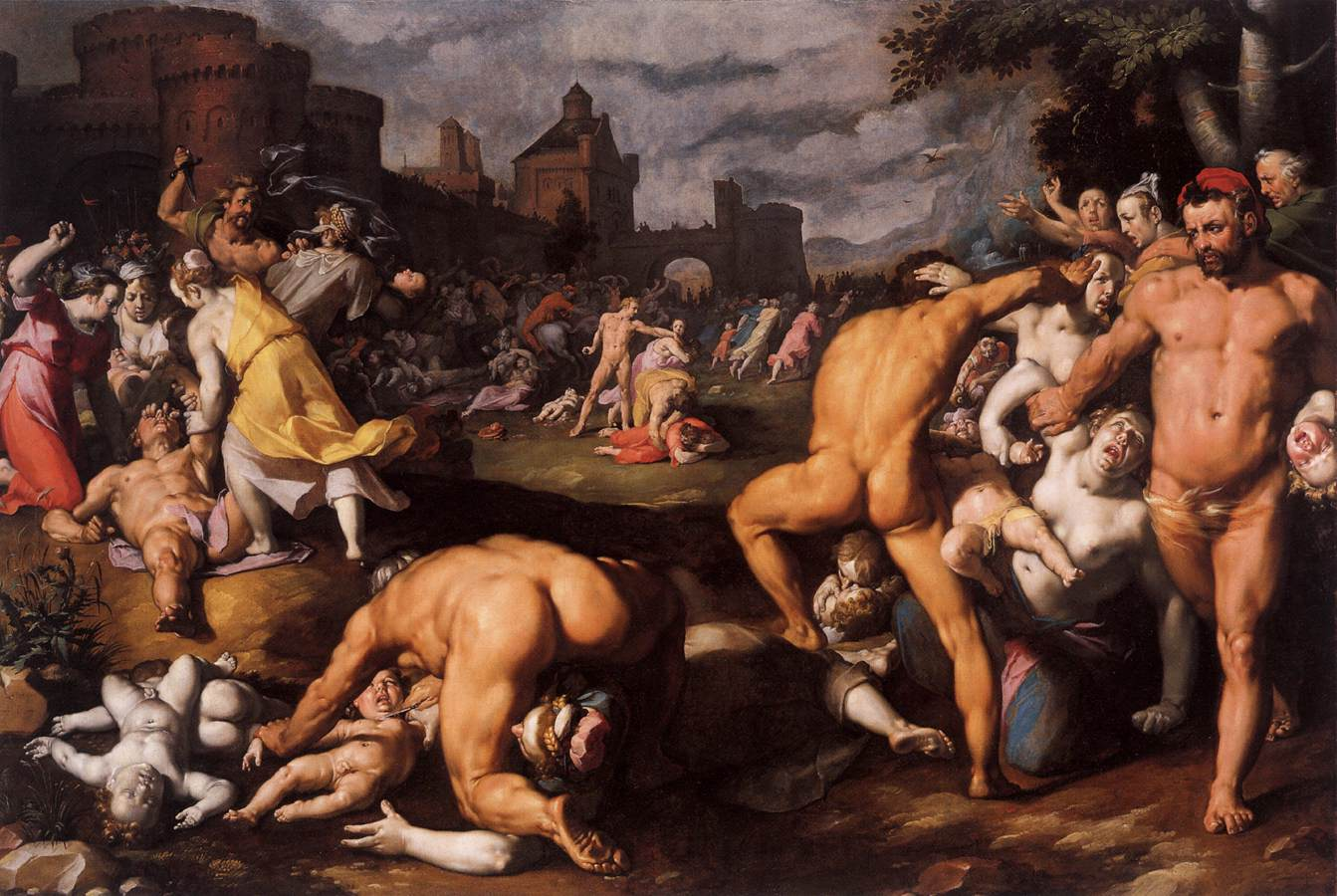
Cornelis Cornelisz van Haarlem 1590 - Le Massacre des Innocents
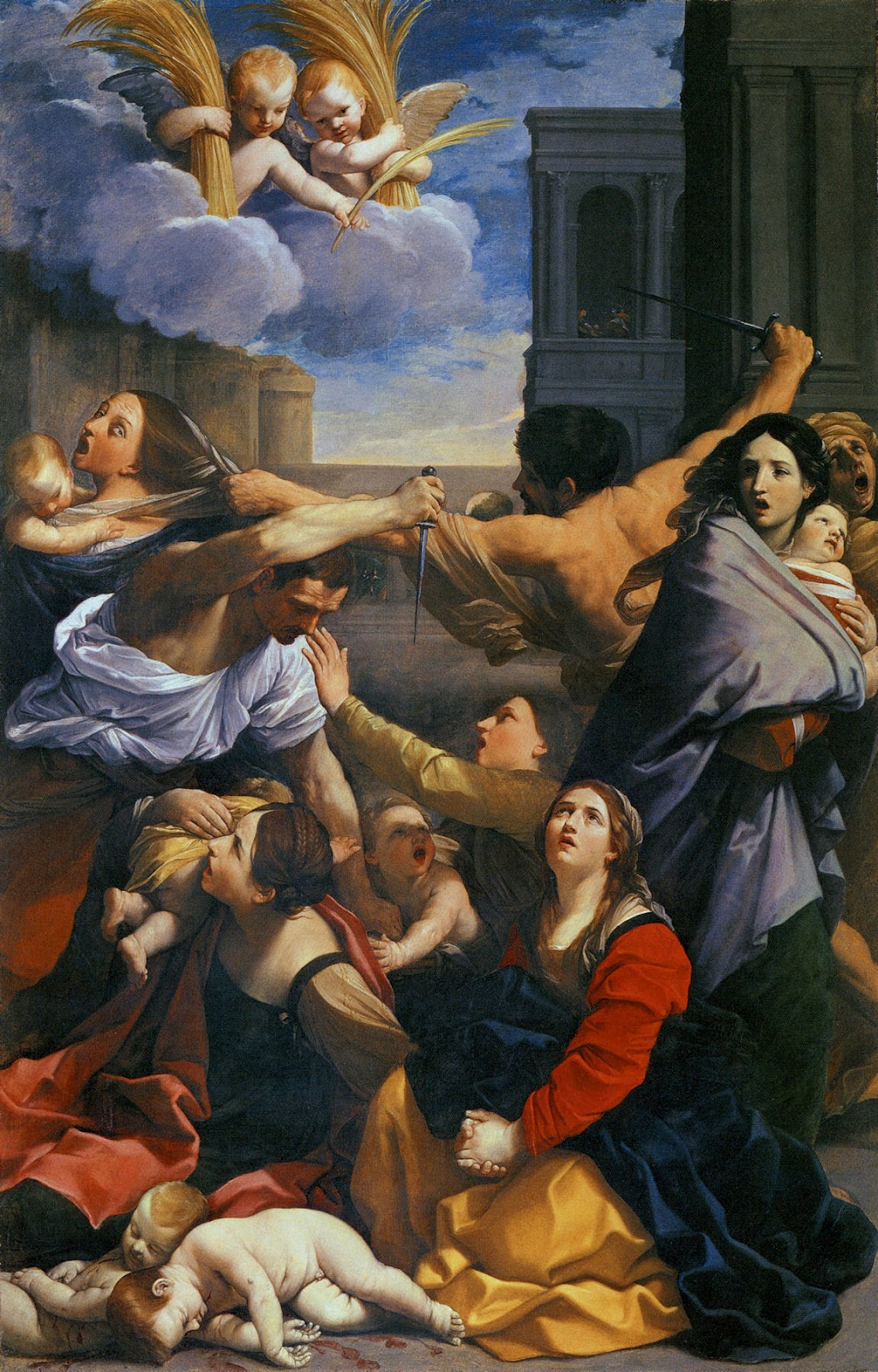
Le Massacre des Innocents de Guido Reni (1611).
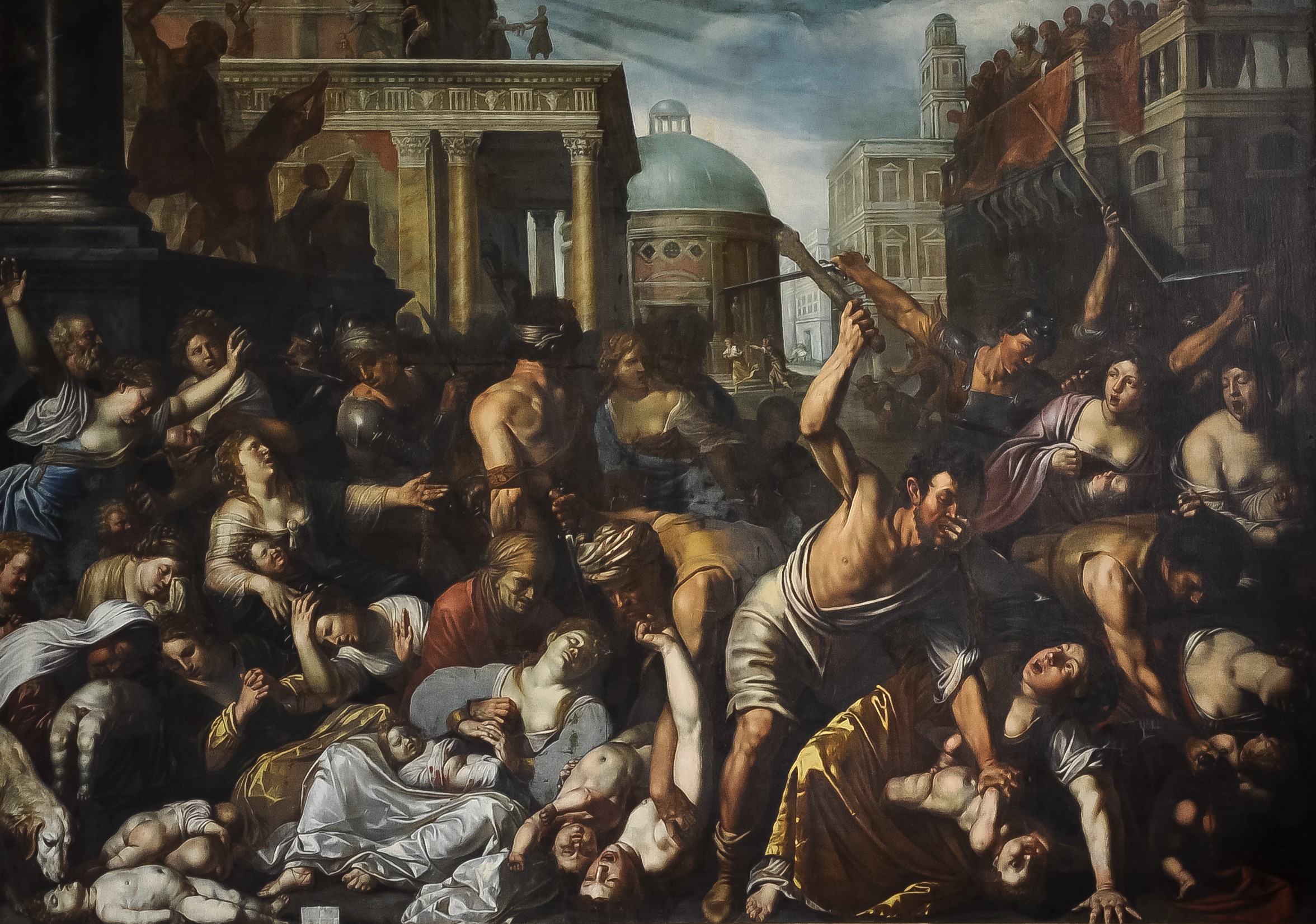
Le Massacre des Innocents de Louis Finson (1615), collégiale Sainte-Begge d'Andenne, Belgique.
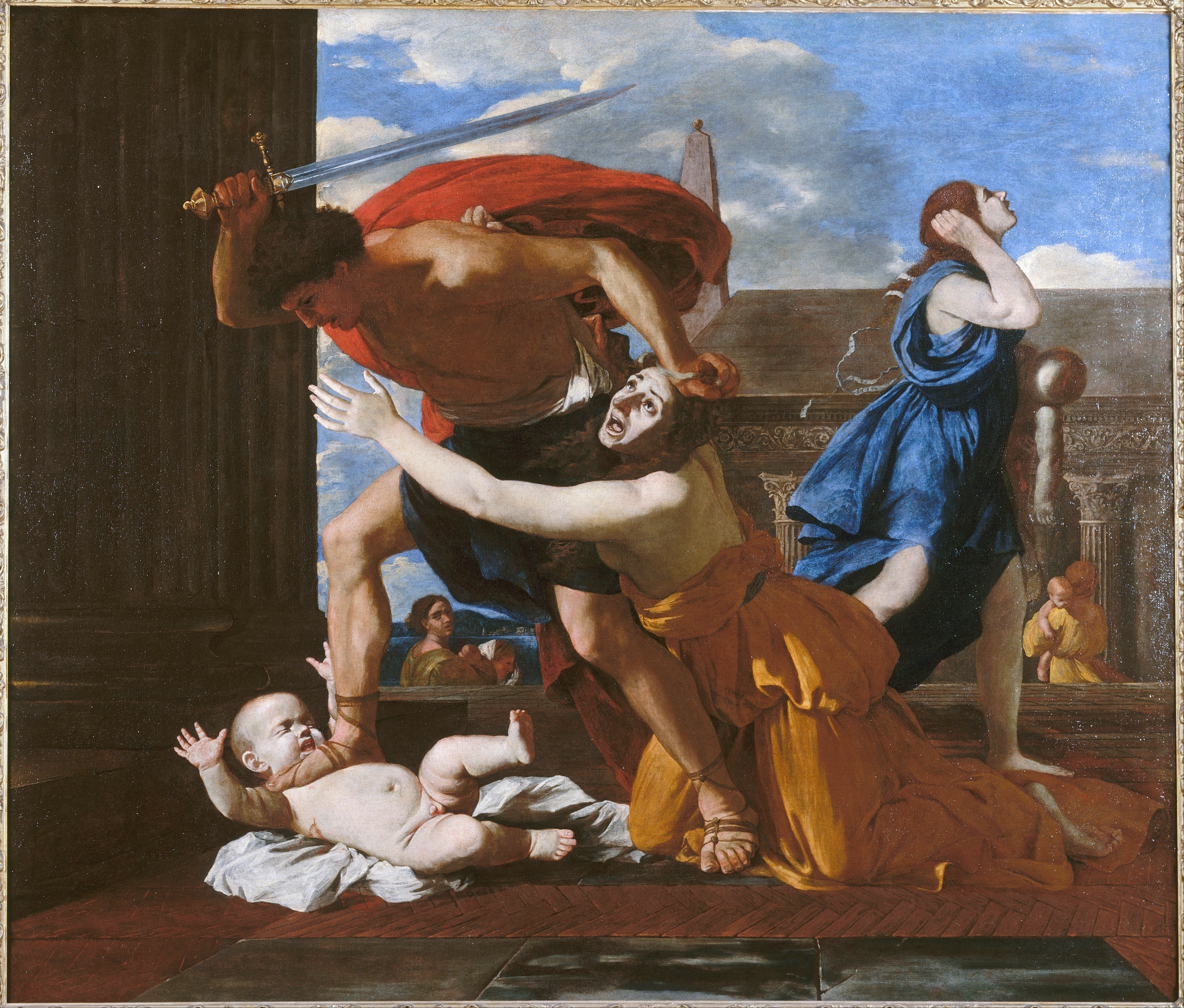
Le Massacre des Innocents, de Nicolas Poussin (v. 1625-1629).
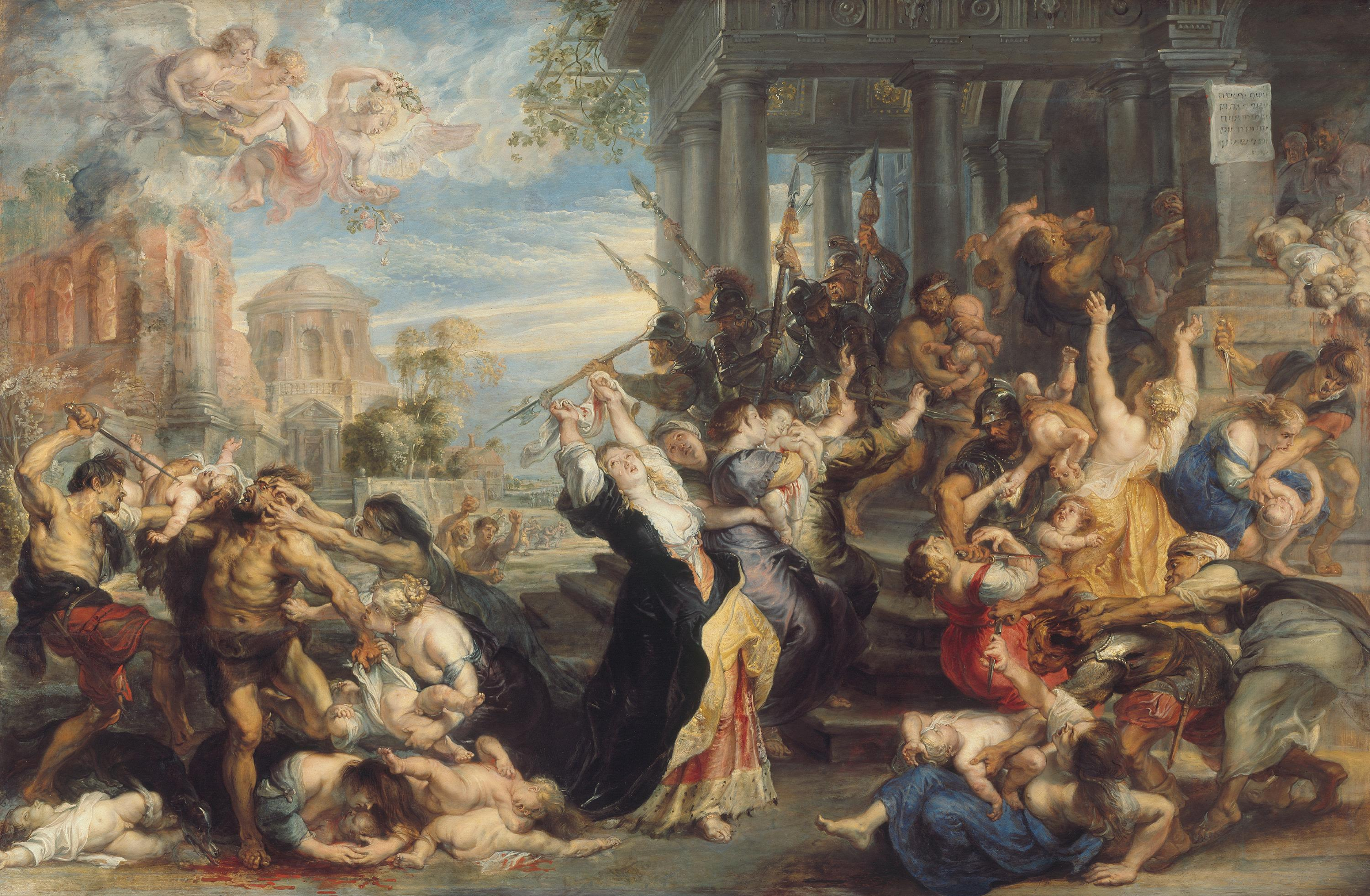
Le Massacre des Innocents de Rubens (v. 1636-1638), Alte Pinakothek.

Deux siècles plus tard, le peintre Léon Cogniet a exécuté une nouvelle version du Massacre des Innocents, mettant en avant une mère qui se cache avec son nouveau-né, pour échapper à ce massacre.

### Musique
Dans le cadre liturgique, la commémoration par l’Église catholique des Saints Innocents (28 décembre) donne lieu à une messe dont l'ordo appartient au propre des saints (pièces musicales associées à un saint spécifique, contrairement au commun des saints qui concerne des catégories de saints - martyrs, vierges, docteurs de l’Église...) Les pièces grégoriennes associées à cette date d'après le Graduel de Paul VI sont les suivantes : 
- introït : Ex ore infantium, Deus
- graduel : Anima nostra sicut passer
- alleluia : Laudate, pueri, Dominum
- offertoire : Anima nostra sicut passer
- communion : Vox in Rama audita est

Parmi ces pièces, la communion, dont le texte est tiré de l’Évangile de Matthieu (2:18) citant lui-même le Livre de Jérémie (31:15), est celle qui a suscité le plus grand nombre de mises en musique polyphonique à la Renaissance et à l'époque baroque sous les plumes notamment de Giaches de Wert, Jacobus Clemens non Papa, Jacob de Brouck, Jean Crespel, George Kirbye, Heinrich Schütz (en allemand : Auf dem Gebirge hat man ein Geschrei gehöret)...
A la même époque, de nombreux compositeurs s'emparent de l'hymne de l'office des Laudes, Salvete flores martyrum, afin de la mettre également en polyphonie, à l'instar de Giovanni Pierluigi da Palestrina, Orlando di Lasso, Jan Le Febure, Tomás Luis de Victoria...
L'antienne de Magnificat (office des Vêpres), Innocentes pro Christo, fait elle aussi l'objet de plusieurs mises en musique, notamment par Giovanni Pierluigi da Palestrino, Giovanni Contino ou encore son élève Luca Marenzio.
Les compositeurs de la Renaissance ne sont cependant pas les premiers à s'emparer de la commémoration du massacre des Innocents dans un cadre liturgique et des pièces monodiques antérieures existent : dès le XIIe siècle, Hildegarde de Bingen compose par exemple un répons en l'honneur des Saints Innocents, "Rex noster promptus est", qui fait partie du corpus de la Symphonia harmoniae celestium revelationum. En une juxtaposition saisissante, Hildegarde y fait cohabiter la louange angélique de Dieu, tout-puissant et bienfaisant, et la lamentation de la Création elle-même, dont "les nuages pleurent sur le sang [des Innocents]".
Aux côtés de ce cadre liturgique existe un corpus dévotionnel paraliturgique. Entre la fin du XIVe siècle et le XVIe siècle, des cycles de mystères sont ainsi joués à Coventry. L'un des deux mystères ayant survécu jusqu'à aujourd'hui, The Pageant of the Shearmen and Tailors (Mystères de Coventry (en)), reconstitue la Nativité depuis l'épisode de l'Annonciation jusqu'à celui du Massacre des Innocents. L'un des trois chants de ce mystère, le Coventry Carol, est une berceuse chantée par trois femmes de Bethléem qui entrent sur scène avec leur enfant. Le texte a donné lieu à plusieurs mises en musique, dont l'une des plus récentes (2008) est celle de Philip Stopford.
Marc-Antoine Charpentier a composé Le Massacre des Innocents "Caedes sanctorum innocentium", H.411, pour solistes, chœur, 2 violons, et basse continue (vers 1684).
A une époque plus récente, le motet pour soprano ou ténor et piano Angelus Domini apparuit (1958) de Paul Hindemith, sur le texte de l’Évangile de Matthieu (2:13-18), relate les épisodes de la fuite en Égypte et du massacre des Innocents. Le même texte, mais abrégé et en anglais, est également utilisé au sein du premier mouvement de l'oratorio The Passion of Mary (2006) d'Howard Blake, dans un passage dramatique dévolu au chœur. 